# Macrodasyceras hirsutum
Macrodasyceras hirsutum är en stekelart som beskrevs av Kamijo 1962. Macrodasyceras hirsutum ingår i släktet Macrodasyceras och familjen gallglanssteklar. Inga underarter finns listade i Catalogue of Life.